# GAMI
GAMI（ガミ、1969年1月4日 - ）は、日本の実業家、元女子プロレスラー。本名：二上 美紀子（ふたがみ みきこ）。大阪府八尾市出身。身長164cm、体重73kg。血液型B型。アルシオンのライセンスナンバー3。プロレスリングWAVE及びOSAKA女子プロレス運営会社「ZABUN」代表取締役会長。
アルシオン時代にはレディ・メタルと組み、覆面レスラー「ガミ・メタル」としても活動していた。

## 所属
- ジャパン女子プロレス（1989年 - 1992年）
- LLPW（1992年 - 1997年）
- アルシオン（1997年 - 2003年）
- メジャー女子プロレスAtoZ（2003年 - 2004年）
- フリー（2004年 - 2007年）
- プロレスリングWAVE（2007年 - 2013年）

## 経歴
1990年
11月1日、大阪府立体育会館第2競技場において、対滝あゆみ戦でジャパン女子プロレスから本名でデビュー。
1992年
ジャパン女子プロレスが活動を休止したことに伴い、新たに旗揚げされたLLPWに所属。
1997年
大向美智子と共にアルシオンに移籍。だが、引き抜きでの移籍だったため、一時期アルシオンとLLPWとの間で感情的なしこりを残すことになる。アルシオンでは「チャンピオンシップ実行委員長」にも就任した。
2006年
THE WOMANをプロデュースし、現場監督も務める。
2007年
7月19日に桜花由美と共に新団体「プロレスリングWAVE」を旗揚げ。8月26日に旗揚げ戦を行い、記念すべき第1試合で木村響子とシングル。
2010年
地元・大阪で「OSAKA女子プロレス」を旗揚げ。現場監督に就任。
2011年
プロレスリングWAVEの新会社「ZABUN」の社長に就任。
2012年
OSAKA女子プロレスの運営がZABUNに移管。引き続き現場監督職を務める。
2013年
1月4日、社長業に専念するため同年限りで引退することを表明。
11月4日、「GAMILIBRE・6」を大阪府立体育会館で開催。ダンプ松本との髪切りマッチで敗れ丸坊主に。
12月30日、引退興行『GAMI引退記念 GAMILIBRE Lucky 7 ほなさいなら』を後楽園ホールで開催。男女総勢77人参加の時間差バトルロイヤルという前代未聞の試合方式、加えて途中からはGAMIをフォールした選手も退場というルールに変更され、最後は秋山準が入場し、約20分の休憩を挟んだ1時間39分27秒の長丁場を桜花由美に目突きからの首固めで有終の美を飾った。
2014年
1月1日、この日付でWAVE代表を桜花由美に禅譲してWAVE統括に就任。
2018年
12月31日、5月に発生したZABUN所属選手の覚醒剤取締法違反事件の責任を取り社長職を辞任。翌年4月1日付で会長に就任。

## 得意技
オリジナル技の数は100を超えると豪語していることや、キャッチフレーズの「無限の技を持つ女」に代表されるように多彩な技を駆使する。女子選手の中では比較的男子プロレスの技をアレンジせずに多く扱えるレスラーでもある。
アディオス・アミーガ
フィッシャーマン・バスターと同型。近年の代表的なフィニッシュ・ホールド。
技名はスペイン語で「さようなら」を意味する「アディオス・アミーゴ」に自身のリングネームを掛けたもの。
ポキ
いわゆるクロスフェイス。GAMIの持つサブミッション技の中では使用頻度が高い。
以前はTAKAみちのくのジャストフェイスロック同様、リバース・フェイスロックの形を取っていた。
ラ・ガミストラル
かつてはフィニッシュ・ホールドとしても使用。ラ・マヒストラルとは入りが違う。
ドラゴン・スープレックス・ホールド
奥の手的な技でアディオス・アミーガで決められない場合に使用することが多い。
高齢かつ重量級の女子選手にあってGAMIのそれは美しいブリッジを描いて決まる。
ケンタッキー・ボム
いわゆるストレッチ・ボム。主に中盤の痛め技として使用される。
週刊プロレスが命名し、この技の考案者である小橋建太が不快感を露わにした技名をそのまま使用している。
ラリアット
女子選手の中では重量級な体格を活かし浴びせ倒すように体重を乗せて仕掛ける。
尻餅状態の相手にロープへ飛んで仕掛ける一撃はニアフォールになることが多い。
トラースキック
チェンジ・オブ・ペースやカウンターで多用される。
フォーム的には側頭部を蹴り飛ばすことが多い。
目突き
いわゆるサミング。「目突き!」と豪語しながら仕掛けるのがGAMI流で、ここから丸め込むのが一連の流れ。
近年では白刃取りのように制止され、敗れたり!」と仕掛け返され、丸め込まれることも多い。
木戸修とぅるん
いわゆるフェイスカット。一試合に一度は繰り出すお約束技。
技名通り木戸修が得意としたフォームで使用している。
メガホン攻撃
近年のGAMIを象徴する凶器攻撃。主にVメガホンを使う。劣勢に陥るとセコンドにメガホンを手渡すよう要求する姿がよく見られる。
オールド・スクールのように綱渡り後に仕掛けるパターンも存在するが、他選手のロープワークに邪魔され失敗することも多い。
ガミドーラ
藤本つかさのツカドーラのパクリ技で会見で出すと宣言したが、初披露はヒップアタックで終わってしまった。またこのTシャツも限定販売しGAMI曰く「こういうのが売れるんや」と発言した。
フットスタンプ
技自体は普通のフットスタンプだが、GAMIがこの技を出すと会場中からブーイングが起こる。相手が軽量の場合はブーイングの声がより大きくなる。
マーライオン
口の中に水を含み、仰向けに倒れている相手の顔を目掛けて水を吐き出す。受けた相手は精神的ダメージを負う。技の名前の由来は、シンガポールにあるマーライオンから。
拝み渡り
毎試合繰り出すお約束技。

## タイトル歴
- LLPW認定6人タッグ王座
- ツインスター・オブ・アルシオン王座
- JWP認定タッグ王座
- TWF世界タッグ王座
- GWC認定6人タッグ王座
- WAVE認定タッグ王座
- Catch the WAVE優勝

## 入場テーマ曲
- CHASER（T-SQUARE）
- Doll-Dagga Buzz-Buzz Ziggety-Zag（マリリン・マンソン）
- respect O.K.